# 淀川長治
淀川 長治（よどがわ ながはる、1909年〈明治42年〉4月10日 - 1998年〈平成10年〉11月11日）は、日本の雑誌編集者、映画解説者、映画評論家。
約32年に渡って務めた『日曜洋画劇場』の解説の締め括りに「サヨナラ、サヨナラ、サヨナラ…」と強調して言う独特の語り口から全国的に有名になり、「ヨドチョーさん」「ヨドさん」「サヨナラおじさん」等と呼ばれる程に多くの視聴者に親しまれてきた。

## 概略

### 少年時代
兵庫県神戸市にて芸者置屋の跡取り息子として父・又七、母・りゅうのもとに生まれる。実母は、父の本妻の姪にあたった。長く病身で、自分に子ができないことを悔いた本妻が、妾として姪を夫に推薦したのだった。本妻は、生まれてまもない淀川を病床で抱かせてもらい、安心したように数日後に永眠。実母がその後、本妻になった。姉が二人と、弟が三人いる（次男の敏治は1934年に自殺。三男は生まれてすぐに養子に出されており、四男は生後半年で病死している）。
映画館の株主だった親の影響で子供の頃から映画に精通。母・りゅうは湊川の活動写真館で喜劇映画を見ていたときに産気づいたという。旧制の兵庫県立第三神戸中学校（現兵庫県立長田高等学校）を卒業後、日本大学法文学部美学科予科に籍を置くが出席せずに中退。なお、中学時代には、自ら企画して毎月の全校生徒による映画鑑賞を実現させている。その後継として、現在も兵庫県立長田高等学校には、年に一度、芸術鑑賞会という行事がある。

### 映画人に

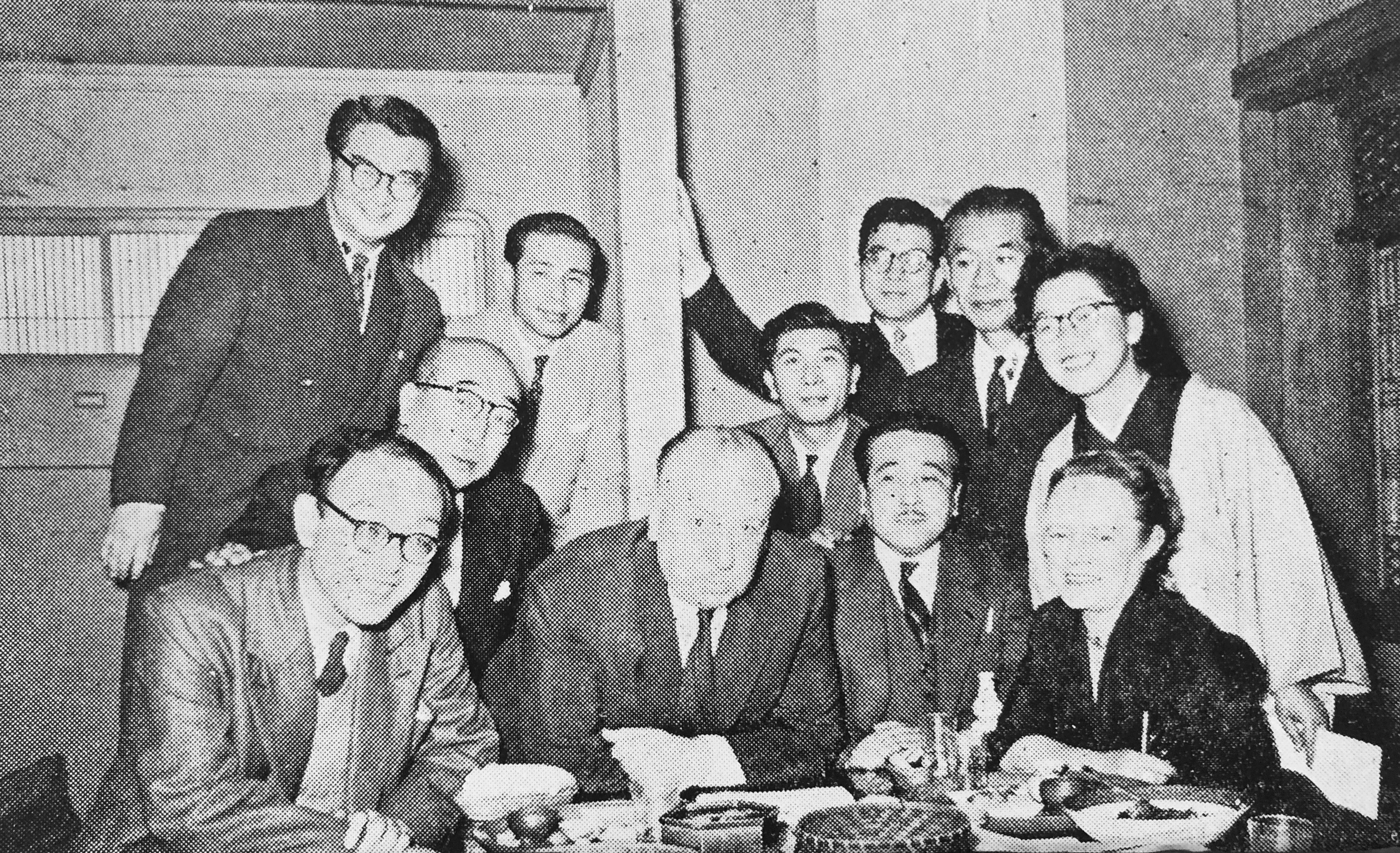
アルフレッド・ヒッチコック、江戸川乱歩、双葉十三郎、植草甚一らと（1955年）

1927年（昭和2年）日本大学に入学のために上京した際、かねて投稿を行っていた雑誌『映画世界』（南部圭之助編集長）の社員募集を見て編集部へ出向き、そのまま採用されて編集者として活動。
1929年（昭和4年）に神戸の実家へ戻されて姉の経営する輸入美術品店「ラール・エヴァンタイユ」で勤務する。
1933年（昭和8年）知人を介してUA（ユナイテッド・アーティスツ）の大阪支社に入社。
1936年（昭和11年）2月、来日したチャールズ・チャップリンとの会談に成功し、日本におけるチャップリン評論の第一人者となる。
1938年（昭和13年）「モダン・タイムス」封切に伴う宣伝体制強化を受けて東京支社に移り、ジョン・フォード監督の『駅馬車』の宣伝などを担当する。
1941年（昭和16年）12月、日英米開戦後にアメリカ系の映画会社が閉鎖される。
1942年（昭和17年）、東宝映画の宣伝部に就職。後に世界的な映画監督となる黒澤明と出逢い二人は生涯の友となった。横浜市鶴見区馬場2丁目に家を構え、晩年まで住んでいた。
1945年（昭和20年）第二次世界大戦終結後にアメリカ政府系の配給会社セントラル映画社（CMPE）のレクチャー部に勤務する。
1947年（昭和22年）に映画世界社（1961年（昭和36年）映画の友社と改称）に入社し雑誌『映画の友』の編集に携わり、映画解説者・映画評論家として活動を開始。『映画の友』時代の部下には小森和子、写真部長には有名なカメラマン早田雄二がいた。
1951年（昭和26年）に『映画の友』の仕事でハリウッドに向かった淀川は、東京国際空港からホノルル国際空港へ向かうパンアメリカン航空のボーイング377の機内でクラレンス・ブラウン監督と邂逅し、機内のラウンジで話し込んだほか、ハリウッドに滞在していた際にはアカデミー賞にノミネートされていた黒澤の「羅生門」の代理出席者として、授賞式に招待された。また「ライムライト」制作中のチャップリンのスタジオを訪ねて再会した。

### 東京映画友の会
1948年（昭和23年）には映画好きの若者を集めて「東京映画友の会」（当初は「『映画の友』友の会」）を結成。
1993年（平成5年）まで映画の魅力を教え続けた（「友の会」は現在も、他メンバー主催で継続）。この「友の会」には以下の3つのスローガンがあり、淀川も著書内で「自分の信条」として書いていた。だが晩年、「ぼくがモットーにしてた三か条なんだけれど実は大嘘なの。ぼくは年中、三か条に反する生き方をしていた」と弟子に打ち明けた。
1. 「私は未だかつて嫌いな人にあったことはない」[注釈 4]
2. 「苦労歓迎」
3. 「他人歓迎」

### お茶の間の顔に
淀川は1960年（昭和35年）から1963年（昭和38年）まで、NETテレビ（現：テレビ朝日）で放送された海外ドラマ『ララミー牧場』の解説で脚光を浴びた。その後、1966年（昭和41年）から始まった同局の長寿番組『日曜洋画劇場』（当初は『土曜洋画劇場』）の解説者として、番組開始から死の前日までの32年間、出演し続けた。
番組冒頭で「ハイ皆さん、こんばんは」から始まり、「怖いですねえ、恐ろしいですねえ」の節回しや番組末尾の「それでは次週を御期待（お楽しみ）下さい。サヨナラ、サヨナラ、サヨナラ...」は名台詞として語り草とされており、子供たちや、タレントの小松政夫がこれをものまねするなど一躍お茶の間の人気者となった。1968年 - 1969年放送のアニメ『怪物くん』（TBS版の旧作）では、番組途中の解説やエンディングのナレーターとして起用されている。
番組開始当初は「サヨナラ」の回数が毎回異なっていたが、ある日、小学生の少年から直接電話を受け、「淀川さんが『サヨナラ』と何回言うかが友達の間で毎週賭けられている」との話を耳にした。実際は、賭けといってもただ当たったら自慢するだけのたわいのないものではあったが、淀川は少年に「賭けをするのは良くないことだ」と諭し、それからは「サヨナラ」の回数は3回だけにすると決めた。なお、それまで「サヨナラ」の回数が毎回異なっていたのは、単に放送終了まで「サヨナラ」と連続して言い続けたからで、意図したものではないと本人は語っている。おまけに、解説では正面を向かっていたが、この「サヨナラ」を連呼する時だけは何故か斜めを向いていた。また1970年代にはTBSラジオ（東京放送）の『ゴールデン・ワイド』で週1回・生放送で、映画作品の解説や出演者の人物像を述べた「淀川長治のラジオ名画劇場」が放送され、TBSブリタニカで書籍版がシリーズ発売された。

### 死去
1998年（平成10年）9月6日、生涯の友であった黒澤が死去。黒澤の通夜に車椅子で参列した淀川は、既に自身の死期も悟っていたかのように、棺の中の黒澤に向かって「泣かないよ。僕もあとから追いかけるから、もうすぐだよ」と語りかけていたという。
その後、体調を崩した淀川は東京大学医学部附属病院に入院するが、同年11月11日午後8時9分、腹部大動脈瘤破裂に伴う心不全により死去した。89歳没。命日は奇しくも淀川の父・又七と同じ日であった。淀川は生涯独身で子供がいなかったため、喪主は姪である編集者の淀川美代子が務めた。
死の前日にも車椅子で『日曜洋画劇場』のスタジオに入り『ラストマン・スタンディング』の解説収録を行っていた。病気の影響で声は著しくかすれており、解説前にそのことについて触れた上で「今日はこんなガラガラ声で本当に申し訳ございません」と詫びを述べていた。収録中、スタッフが淀川の体調を気遣って1回でOKを出したところ、淀川はそれを不満として「もういっぺんやりなおし。いまの汚い」と言い、2回目のOKで「しかたがないね、この声。わかるよね、みんな病気であること知ってるはずだから」とうなずいて（病院からのスタジオ入りのため）車椅子でスタジオを出た。最後の出演となった1998年（平成10年）11月15日の『日曜洋画劇場』の放送では、冒頭に特別企画として「サヨナラ 淀川長治さん 89年の輝ける映画人生」のタイトルで追悼番組が約30分間放送され、最後の解説の映像が流れた後には「淀川長治さん 永い間本当に ありがとうございました。」という追悼テロップが表示された。
淀川の死から1か月後の1998年12月13日、青山葬儀所で一般のファンを含めた約3,000人が参列して「淀川長治さん さよならの会」が開かれ、多くの人が最後の別れを惜しんだ。また、生前に書き残した原稿を元とした遺著が同年末から翌1999年にかけて相次いで出版された。淀川の著書は没後も新編で再刊され続け、現在までに100冊を超えている。
戒名は「長楽院慈悲玉映大居士」。慈しみの眼で映画を長く楽しみ、すべての映画を珠玉の名作として鑑賞した人という意味が込められている。

### 没後
淀川の死から8年後の2006年（平成18年）12月20日、自身の代名詞ともいえる『日曜洋画劇場』が放送開始40周年を記念し、『淀川長治の名画解説』と銘打った前代未聞の『映画本編は一切収録されない解説者の解説のみが入ったDVD』が発売されている。このDVDには『スター・ウォーズ』や『バック・トゥ・ザ・フューチャー』といったSF作品から、『ローマの休日』のような古典作品も解説されており、特典映像として最期の解説となった『ラストマン・スタンディング』の解説も収められている。このDVD以後、淀川の解説付映画DVDも頻繁に発売され、6年後の2012年には『淀川長治の名画解説DX』という4枚組のボックスセットも発売されている。
2014年（平成26年）には、huluのテレビCMにポリゴン調のCGで登場した。解説については、生前の音声を加工して組み合わせる音声合成の手法が用いられている。

## 「特殊な部落」発言糾弾事件
1973年9月5日（東京では9月4日付夕刊）、サンケイ新聞の夕刊シリーズ企画「こんにちは」に、淀川長治のインタビュー記事（聞き手・兼子昭一郎）が掲載された。この記事で淀川が
と述べた後、兼子の聞き書きとして
とあり、続いて淀川が
と述べた。
インタビューの内容は差別に反対する立場で貫かれていたにもかかわらず、部分的に不用意な発言が部落解放同盟から問題視され、1973年秋から1974年初頭にかけて3回の糾弾会がおこなわれた。
1973年12月14日の第2回糾弾会には、部落解放同盟大阪府連合会の副委員長の西岡智や書記次長の山中多美男ら約100名が出席し、淀川やサンケイ新聞編集局長の青木彰たちを吊し上げた。
淀川は「私は神戸出身で差別の問題はよくわかっているつもりだった」「私が16歳ごろ、隣の奥さんが差別を受けたのを知っている」と弁解したが、部落解放同盟は「ヒューマニズムの観点から部落問題をみるから、今度のような同情・融和の思想が出てくるのだ。あなたのヒューマニズムは単なる"あわれみ"だけであって、なぜ差別があるのかを根本から追及していない。まさにエセのヒューマニズムだ」「あんたのヒューマニズムは矛盾を追及しないエセの平等思想だ」と反発している。
部落解放同盟は淀川に対し第3回の糾弾会で、
1. この差別事件の分析と責任と今後の決意を表明すること
2. 部落解放同盟大阪府連合会の西岡智らが製作した映画『狭山の黒い雨』を部落問題の観点から批評すること
3. これまでの一連の差別評論を明らかにし、分析すること

を要求し、淀川も了承した。

サンケイ新聞もまた社内啓発を要求され、その後、1974年暮に差別問題をテーマにした連載記事を掲載している。

## エピソード
- 淀川が生涯独身を貫いたのは、自身の性的指向（後述）の他に「淀川家の血筋を絶やさぬためだけに妾にさせられた実母を哀れみ、辛い思いをさせた淀川家に復讐するため、結婚せずに子供をつくらないことで血筋を絶やした」ということを著書『私はまだかつて嫌いな人に逢ったことがない』の中で記述している。母は息子の将来を案じ、一度は花嫁候補の女性を家に連れてきて1週間一緒に住まわせたこともあるが、本人が全く相手にしない為に帰られてしまったと後に自身が語っている。他にも幾度は結婚のチャンスがあり、一度は相手の女性にプロポーズしたが、相手に連れ子がいたことが分かり、苦悩の末に断念したという。自伝では「じっさい私には女性的なところがあって、女性とのセックスは全うするも、セックスの相手よりも女性をベスト・フレンドにしてしまう。これは私があまりにも女系家族で芸者屋育ちで、祖母、母、姉二人に盲愛されて自然にそのぬるま湯にべっとりつかって、キャッチボールよりも、おままごとのほうを好むようになったためである」と語っている。淀川はまた、いつも母と一緒に入浴していたとも語っている[11]。
- 1934年（昭和9年）3月、慶應義塾大学に在学中の実弟（次男）敏治が自殺した。この経験から自殺について「神様のくれた答案用紙を破り捨てるようなもの。きちんと卒業せずに、人生を中途退学するのと同じです。だから私は、自殺する人がいちばん嫌い。答案も書かずに人間を廃業するなんて、とんでもなく卑怯なことです」と著書『生死半半』に書いている。また、同書には、「自殺や心中を美しく描いた映画は大嫌い」とも書いている。なお、敏治の自殺について触れるようになったのは晩年になってからである。
- 1996年（平成8年）に『男と男のいる映画』で、「子どもの頃から男が好きだった」と同性愛者であったことを告白している。1990年（平成2年）の著書『銀幕より愛をこめて』でも、若かりし頃、映画館で少年が中年男性の懐に手を入れて捕まり、騒ぎになった出来事を目撃したことを記し「あのときは財布の窃盗だと騒ぎになって少年は捕まったが、私はそのころからそのケがあったのでわかっていた。あの少年は窃盗をしようとしたのではなかったことを」とも書いている。
  - 特に太った男性が好みで（肥満嗜好）、『トプカピ』や『スパルタカス』で知られるイギリス俳優のピーター・ユスティノフや『スーパーマン』のネッド・ビーティなど太めの俳優が大のお気に入りであった。
  - マーティン・シャーマンの同性愛が主題となった戯曲『BENT』について「私はこれまでに映画や芝居でどれだけのラブ・シーンを見てきたかは数えきれないが、『BENT』のラブ・シーンくらい痛ましく悲しく美しく強烈なラヴ・シーンに接したことはなかった」と言ったコメントも残している。アーノルド・シュワルツェネッガーが来日した際に長寿の秘訣を聞かれた際にも「わかりました。じゃあ、お風呂で話しましょう」とコメントしている。1991年（平成3年）に『ターミネーター』が放送されたときの解説では冒頭から全裸で登場するシュワルツェネッガーの尻について、褒め讃えている。
  - アラン・ドロン主演のフランス映画『太陽がいっぱい』について、「主人公と、彼に殺害される友人はホモセクシャルな関係にあり、そのことがわからないとこの映画の魅力はつかめない」と終始主張したが、あまり賛同者はいなかった[6]。上述の「さよならの会」に際して、ドロンは淀川宛に弔電を送っている。
  - 女性のインタビュアーを非常に嫌っていた。
- 日曜洋画劇場のギャラは、収録ごとに日払い（取っ払い）で受け取っていた。テレビ朝日に出演する他の解説者やタレントが月ごとの振り込みに切り替わっても、淀川だけは特例としてその日払いが続けられており、本人はこれをひそかな自慢としていた。
- かつては横浜市鶴見区の自宅に住んでいたが、体調を崩したのをきっかけに、1987年（昭和62年）から亡くなるまでの11年間は、日曜洋画劇場の収録を行っていたテレビ朝日アーク放送センターと同じアークヒルズ内にある東京全日空ホテル34階のスイートルームで暮らしていた。独身で家族のいない一人暮らしには、ホテル住まいが何より便利で快適だからというのが転居の理由で、転居するホテルの部屋を決めるに当たっては、自身がホテルで死ぬことを最初から想定して「棺桶がちゃんと入るかどうか、エレベーターの大きさを調べて決めた」と『徹子の部屋』で明言していた。スイートルームの広い部屋の中は、映画に関する書籍や資料で埋め尽くされていたという。また、実弟の敏治の下宿の近くだったことから、ときおり「不思議だね、弟が暮らしていた東京の下宿も、このホテルの近くなんだ。そこで暮らすことになるなんてね」と漏らすこともあったという。
- 最晩年にそのホテルを黒澤明が訪ねたことがあった。二人は映画の話はせず、食事の話などで盛り上がったという。「二人とも映画はもう身に染みているからね。改めてそんな話題にはならなかったよ」と淀川本人は語っていた。
- 晩年の淀川は、映画だけではなく歌舞伎の美に感動し、文楽の世界に酔い、バレエの著作も出している[12]。また、宝塚歌劇団のオールドファンでもあった。大好物のステーキを味わい、温泉旅行を楽しみながら、新作映画を1本でも多く観ることが長寿の薬だった。生涯最期の言葉は病床で姪の美代子に語りかけた「もっと映画を見なさい」であった。
- 「名作映画は、人類にとって最高の総合芸術である」との言葉を残している。
- 「どの映画にも見所はある」が持論で、どんなB級映画でも決して悪口を言わず、「このセリフ回しが素晴らしい」「女性の脚の組み方がいい」など、一般人は見過ごしそうな箇所を見つけては褒めていた[注釈 10]。小田和正は自著『Time Can't Wait』で淀川のこのような姿勢を高く評価している。俳優の児玉清は『土曜洋画劇場』の解説を務めた際、ある放送で取り上げた四流映画を正直に酷評したところ、同番組で監修を務めた淀川から「解説者がひどい映画と言ってしまってはいけない。それは見る人に対しても失礼だし、作った人に対しても失礼だ。必ず褒めなさい。よいところが必ずどこかあるはずだから、必ず褒めて視聴者に勧めなさい。だから撮り直しなさい」といわれ撮り直すことになった。児玉は、淀川は「映画を必ず褒める」ことで「心の中でけじめをつけていらした」と著書に書いている[13]。
- 『日曜洋画劇場』での物腰が柔らかい姿とは対照的に、こと評論においては非常に舌鋒鋭く映画に踏み込んでいた。何度か対談したことがあるビートたけしによると、「こうすれば売れるだろう」といういい加減な計算の下で制作された作品をすぐに見抜き、酷評していたと言う。
- 著書『男と男のいる映画』において「男しか出ていない映画に駄作無し」と格言を残している。
- 1992年（平成4年）から「ロードショー (雑誌)」（集英社）主催で、映画文化の発展に功績のあった人・団体に贈られる賞「淀川長治賞」が創設される。第1回は字幕翻訳家の戸田奈津子が受賞した。賞時代は紙雑誌終了により2008年をもって中断していたが、2024年に一般社団法人外国映画輸入配給協会が事業を引き継ぎ、復活した。2024年の第17回目はタレントで映画コメンテーターのLiLiCoが受賞した[14]。
- 1992年（平成4年）淀川長治ら第一線の映画評論家によって設立された「日本映画批評家大賞」のダイヤモンド賞部門は、没後に「淀川長治大賞」の副名称が冠されている[15][16]。
- 日本におけるアーノルド・シュワルツェネッガーの愛称「シュワちゃん」は、淀川が命名したもの。
- 「日曜洋画劇場」は基本的に洋画を放送する番組だったが、編成などの都合で「特別企画」と銘打ち邦画が放送される場合もあった。その場合、淀川は「こういうこと（邦画の放送）を了承すると、（映画会社との関係などで）どんどんなし崩しに（邦画ばかり放送するように）なっていくから[注釈 11]」と邦画解説を担当せず、筋を通した。しかし、例外的に『戦場のメリークリスマス』と『夢』と『アナザー・ウェイ ―D機関情報―』の3作品は解説を行った。特に『夢』は親友でもある黒澤明の追悼放送であり、喪服を着て解説に臨んだ[注釈 12]。ただしヨーロッパを舞台とした『アナザー・ウェイ ―D機関情報―』以外の2本は日本を含めた各国の合作映画であるため、一種の洋画とも取れる。
- 淀川が若かりし頃、ある所へ講演に行った際、会場の出口で出待ちをしていたファン達と握手を交わした後、車に乗ろうと歩いていたら列の最後尾に居た一人の少年が「握手して下さい」と左手を差し出してきた。西洋では、左手で握手を求めることは決闘の申し込みを意味するとされ、非常に失礼な行為とされているため、腹を立てた淀川は「君、握手は右手でするもんだよ。左手で握手を求めることほど失礼なことは無い!」と言い放ち、少年と握手することなく自動車に乗り込んだ。しかし、車を発進させた直後、ルームミラーに少年の寂しそうな表情と、右腕が無い様子が目に入った途端、すぐに車を止めさせた。大慌てで車から飛び降りて少年のもとに駆け寄った淀川は、泣きながら自分の非礼を詫び、驚いた少年もその場で泣きだした。少年は、元々健常者だったが不慮の事故に遭い後遺症で右腕を失ってしまったこと、講演が聴けなかったのでせめて握手だけでもしたいと思い、淀川と握手がしやすいようにと列の最後尾にいたことを、淀川に語った。淀川は次の講演会の予定をキャンセルして、その少年と長い時間語らいを続けた。この日、事情を確かめようともせず、障害者の少年を罵倒してしまった自分の不甲斐なさを、淀川は晩年まで後悔し続けていたという[17]。
- 関西弁をそれほど表に出すことはなかったが、「あの映画も、ええでしたなあ（良かったですねえ）」のように不思議な淀川口調の中に垣間見せることはあった。
- 若い頃に雑誌投稿したのが掲載された時に隣に詩人の金子みすゞの投稿も一緒に掲載された。これは「金子みすゞ記念館」で一般公開されている。

連載
- 淀川おじさんムービータイムズ（講談社・週刊少年マガジン、1970年代）[18][19] - 新作映画の解説。他多数

## 出演

### 映画
- 薔薇の葬列（日本ATG配給・松本俊夫監督、1969年）

### テレビ
- 日曜洋画劇場（テレビ朝日、解説）
- 淀川長治・映画の部屋（東京12ch→テレビ東京他）
- 新春ビッグスペシャル・淀川長治が選んだ世界名画10時間劇場（テレビ東京　1983年1月3日15時-25時=4日1時）
- 徹子の部屋（テレビ朝日、複数回ゲスト出演）
- 怪物くん（アニメ第1作）（TBS、解説）[20]
- 生誕100年～知られざるチャップリン（1989年4月29日、NHK） - NHKスペシャル[21]

### 吹き替え
- マペット・ショー（テレビ朝日、ビッグバード）

### ラジオ
- 淀川長治・ラジオ名画劇場（TBSラジオ、1973年 - 1981年）

### CM
- ACジャパン - 関西公共広告機構（当時）発足後、初のテレビCMに出演。
- hulu - 2014年に淀川をCGにて再現したCM。

## 脚本
- ねェ旦那を貸してよ（TBSラジオ夜のミステリー、1979年）出演：岸田今日子、平井道子、橋爪功、坂東正之助、藤田淑子他[22]

## 淀川長治のベスト集
その折々で選出する作品等が異なる為、これらが決定稿とはいい難い。
一本の映画
「キネマ旬報」1967年10月上旬号
- 愚なる妻（エリッヒ・フォン・シュトロハイム）

ミュージカル映画この一本
「キネマ旬報」増刊「ミュージカル・スター」（1968年）
- ウエスト・サイド物語（ロバート・ワイズ/ジェローム・ロビンズ）

日本映画史上のベスト3
「キネマ旬報」1979年11月下旬号
- 残菊物語（溝口健二）
- 羅生門（黒澤明）
- 戸田家の兄妹（小津安二郎）

外国映画史上のベスト3
「キネマ旬報」1980年12月下旬号
- 黄金狂時代（チャールズ・チャップリン）
- 戦艦ポチョムキン（セルゲイ・エイゼンシュテイン）
- グリード（エリッヒ・フォン・シュトロハイム）
- 大いなる幻影（ジャン・ルノワール）
- ベニスに死す（ルキノ・ヴィスコンティ）

オールタイム・スター ベスト5
「キネマ旬報」1985年1月上旬号
- 男優
  - チャールズ・チャップリン
  - オーソン・ウェルズ
  - ルイ・ジューヴェ
  - ローレンス・オリヴィエ
  - スペンサー・トレイシー
- 女優
  - メリー・ピックフォード
  - グレタ・ガルボ
  - マレーネ・ディートリヒ
  - ベティ・デイヴィス
  - イングリッド・バーグマン

松竹映画 オールタイム・ベスト10
「キネマ旬報」1986年8月下旬号
- 戸田家の兄妹（小津安二郎）
- 浪華悲歌（溝口健二）
- 祇園の姉妹（溝口健二）
- 春琴抄 お琴と佐助（島津保次郎）
- 父ありき（小津安二郎）
- 秋刀魚の味（小津安二郎）
- 彼岸花（小津安二郎）
- 二十四の瞳（木下惠介）
- 女（木下惠介）
- 東京物語（小津安二郎）
- 張込み（野村芳太郎）
- 復讐するは我にあり（今村昌平）
- マダムと女房（五所平之助）
- 元禄忠臣蔵 前・後編（溝口健二）
- 男はつらいよシリーズ（山田洋次）
- 天一坊と伊賀亮（衣笠貞之助）
- みかへりの塔（清水宏）
- 浅草の灯（島津保次郎）
- 生まれてはみたけれど（小津安二郎）
- 転校生（大林宣彦）

荒井魏『映画少年・淀川長治』（岩波ジュニア新書）の「淀川長治さんが愛した映画30」より
- 黄金狂時代
- 街の灯
- モダン・タイムス
- 独裁者
- ライムライト
- 駅馬車
- 風と共に去りぬ
- 我が道を往く
- 我等の生涯の最良の年
- 仔鹿物語
- 赤い靴
- 禁じられた遊び
- シェーン
- エデンの東
- 旅情
- 鉄道員
- 戦場にかける橋
- ベン・ハー
- 奇跡の人
- サウンド・オブ・ミュージック
- 黄昏
- E.T.
- ドライビング Miss デイジー
- ニュー・シネマ・パラダイス
- フィールド・オブ・ドリームス
- ドクター
- ギルバート・グレイプ
- フォレスト・ガンプ/一期一会
- 世界中がアイ・ラヴ・ユー
- 桜桃の味

その他のベスト
- NHK教育で放送された「この人淀川長治ショー」では、一本の映画で「黄金狂時代」を挙げている。
- 映画史上の悪役で「ジャッカルの日」のジャッカル（エドワード・フォックス）を選んでいる。

## 受賞歴
- 1971年（昭和46年） 第16回映画の日特別功労章
- 1980年（昭和55年） 第3回山路ふみ子映画功労賞
- 1982年度（昭和57年度） 第10回キネマ旬報読者賞（『淀川長治自伝』）
- 1984年（昭和59年） 勲四等瑞宝章、第12回キネマ旬報読者賞（『淀川長治自伝』）
- 1986年度（昭和61年度） 第4回川喜多賞[23]、第15回日本映画ペンクラブ賞[24]
- 1988年度（昭和63年度） 朝日賞[25]
- 1997年（平成9年）東京都文化賞
- 1998年度（平成10年度） 第36回ゴールデン・アロー賞特別賞

## 著書
- 『映画散策』 冬書房 1950
- 『淀川映画館』 朝日新聞社 1969
- 『サヨナラサヨナラサヨナラ-淀川長治の日曜洋画劇場』 朝日ソノラマ 1969
- 『映画と共に歩んだわが半世紀』 近代映画社  1973
- 『私はまだかつて嫌いな人に逢ったことがない』 PHP研究所 1973
- 私の映画の部屋シリーズ TBSブリタニカ 1976-1978年 - 淀川長治・ラジオ名画劇場の放送台本を基とした著作。のち文春文庫（新編・全3冊）
  - 『私の映画の部屋-淀川長治Radio名画劇場』1976
  - 『続 私の映画の部屋-淀川長治Radio名画劇場』 1976
  - 『続々 私の映画の部屋-淀川長治Radio名画劇場』 1976
  - 『新 私の映画の部屋-淀川長治Radio名画劇場』 1978
  - 『新々 私の映画の部屋-淀川長治Radio名画劇場』 1978
- 『愉快な心になる本 皆さん、こんにちは』 ベストセラーズ 1976
- 『映画の部屋のお客さま 淀川長治対談集』 TBSブリタニカ 1977
- 『私のチャップリン』 PHP研究所 1977。ちくま文庫 1995
- 『映画・映画・映画』 講談社 1978
- 『どの頁からでも実行しよう-いきいきした青春をおくるための40のお話』 根っこ文庫太陽社 1979
- 『ぼくの教科書は映画だった (のびのび人生論)』 ポプラ社 1980
- 『サヨナラおじさんの映画ないしょ話』  主婦と生活社 1982
- 『ヨドガワナガハル100万人の映画教室』 近代映画社 1982
- 『淀川長治自伝 上』中央公論社、1985年6月。NDLJP:12224872。
- 『淀川長治自伝 下』中央公論社、1985年10月。NDLJP:12224959。中公文庫（上下）、1988年8月
- 『私の映画教室』 新潮社 1985
- 蓮實重彦、山田宏一との鼎談『映画となると話はどこからでも始まる』勁文社 1985
- 『映画のおしゃべり箱』 中央公論社 1986
- 蓮實重彦、山田宏一との鼎談『映画千夜一夜』中央公論社 1988、中公文庫 2000
- 『淀川長治のまたも見つけたこの話』 東京新聞出版局 1989
- 『淀川長治の活動大写真』 朝日新聞社 1989
- 『独断流スター論-ぼくにしか書けない』 近代映画社 1989
- 『淀川長治の「1/24秒」-私は1コマたりとも愛の瞬間を見逃しません』 徳間書店 1990
- 『銀幕より愛をこめて』 朝日新聞社 1990
- 『淀川長治「映画の部屋」というわけで映画は、なんて話し上手なんでしょう。』 徳間書店 1990
- 『My best37 : 私をときめかせた女優たち』 テレビ朝日出版部 1991
- 『映画とともにいつまでも』 新日本出版社 1992
- 『淀川長治シネマパラダイス』  集英社 1992
- 『わたしは映画からいっぱい愛をもらった』  徳間書店 1992
- 『淀川長治の美学入門』 マドラ出版 1992
- 『わが映画人生に悔なし』 日本文芸社 1993、ハルキ文庫 1997
- 『還暦なんかブッとばせ』 徳間書店 1993
- 『私の映画遺言 : 淀川長治自伝補』 中央公論社 1993、中公文庫 1999／「人間の記録」日本図書センター 2010
- 『人生でみつけた大切なこと-もっと素敵な生き方、教えましょう』 経済界 1993
- 『スタア黄金時代』 ホーム社 1993
- 『私は、詩人- 一字で始まる面白物語』 アドリブ 1993
- 『生死半半』 幻冬舎 1995
- 『映画が教えてくれた大切なこと』 TBSブリタニカ 1995、扶桑社文庫 1999
- 『淀川長治映画塾』 講談社 1995
- 『淀川長治映画物語』 ベストセラーズ 1996
- 『いいねえ!素敵だね!男優編』 全国朝日放送 1996
- 『追想の扉』 TBSブリタニカ 1996
- 『夢の向こうに映画があった』 廣済堂出版 1996
- 『男と男のいる映画』 青土社 1996
- 『わが出会い、想いのスターたち』 毎日新聞社 1996
- 『私の舞踊家手帖』 新書館 1996
- 『淀川長治シネマパラダイス 1・2』集英社文庫 1997
- 『ぼくが天国でもみたいアメリカ映画100-好きで好きでたまらない名作名優』 講談社 1997
- 『20世紀映画のすべて 淀川長治の証言』毎日新聞社 (毎日ムック) 1997
- 『「生きる」という贅沢 : 私の履歴書』 日本経済新聞社 1998
- 『淀川長治映画の話術』 朝日出版社 1998
- 『映画監督愛』 河出書房新社 1999
- 『名作はあなたを一生幸せにする-サヨナラ先生の映画史』 近代映画社 1999
- 『最後のサヨナラ・サヨナラ・サヨナラ』 集英社 1999
- 『淀川長治ぼくの映画百物語』 平凡社 1999
- 『淀川長治のシネマトーク』 マガジンハウス 2004、同文庫 上下 2014
- 『サヨナラ先生の映画歳時記』上・下、近代映画社 2009